# Boy Story
Boy Story este un grup chinez lansat de JYP Entertainment și Tencent Music Entertainment Group (TME). Grupul este format din șase membri: Hanyu, Zihao, Xinlong, Zeyu, Ming Rui și Shuyang. La 1 septembrie 2017, Boy Story a lansat primul lor single „How Old R U”. În 21 septembrie 2018, Boy Story a debutat oficial cu primul lor mini album Enough .

## Istorie

### Proiect de pre-debut
Din septembrie 2017, planul special „Real! Project” a fost lansat cu patru single-uri pentru debutul oficial în septembrie 2018. Primul single a fost „How Old RU ”. Al doilea single a fost „Can't Stop ” lansat la 15 decembrie 2017, iar al treilea single a fost „Jump Up  ” lansat la 30 martie 2018. Ultimul single de pre-debut a fost produs de fondator de JYP Entertainment Park Jin- young el însuși. Piesa, „Handz Up ”, a fost lansată pe 12 iunie 2018. 

### 2018-prezent: debut cu Enough
Boy Story și-a făcut debutul oficial pe 21 septembrie 2018 cu primul lor mini album Enough care a inclus toate single-urile de pre-debut și piesa de debut „Enough  ”. Pe 21 octombrie 2018, grupul a lansat „Stay Magical” (Stay 里). Luna următoare, Boy Story a lansat piesa „For U  ” pe 22 noiembrie 2018. Boy Story a lansat „Oh My Gosh” pe 29 martie 2019, urmată de o altă revenire pe 26 iulie 2019 cu „Prea ocupat” cu Jackson. Wang. Pe 6 ianuarie 2020, Boy Story a lansat albumul „I = U = WE 序”.

## Membre
- Hanyu (Pinyin: 涵 予),născut  Jia Han Yu, pe 20 mai 2004.
- Zihao (Pinyin: 梓 豪 ), născut Li Zi Hao, pe 22 de octubre de 2004.
- Xinlong (Pinyin: 鑫隆),născut He Xin Long, pe 11 martie 2005.
- Zeyu (Pinyin: 泽宇), născut Yu Ze Yu, pe 24 decembrie 2005.
- MingRui (Pinyin: 明 睿), născut Gou Ming Rui, pe 28 august 2006.
- Shuyang (Pinyin:书 漾), născut Ren Shu Yang, pe 24 aprilie 2007.

## Discografie

### EP
- Enough (2018)
- I=U=WE 序(Xu) (2020)

### Singles
- How Old R U  (2017)
- Can't Stop  (2017)
- JUMP UP  (2018)
- Handz UP  (2018)
- Enough  (2018)
- 奇妙 里 (Stay Magical) (2018)
- For U  (2018)
- Oh My Gosh (2019)
- Too busy (2019)
- Intro: BOY STORY (2020)
- 如果(Rú Guǒ) – If (2020)
- Energy (2020)
- 序告白(Xù Gào Bái) - Prologue (2020)
- Outro: 彼此(Bǐ Cǐ) - Each Other (2020)
- Change (2020)